# Falciano del Massico
Falciano del Massico est une commune italienne de la province de Caserte, dans la région Campanie.

## Administration
Depuis mars 2012 il est interdit de mourir sur le territoire de cette commune.

### Communes limitrophes
Cancello e Arnone, Carinola, Francolise, Grazzanise, Mondragone, Sessa Aurunca